# Феодосия Фёдоровна
Царе́вна Феодо́сия Фёдоровна (29 мая (8 июня) 1592 — 25 января (4 февраля) 1594) — дочь Фёдора Иоанновича и Ирины Годуновой, единственная внучка Ивана Грозного, последняя наследница царского рода московской линии Рюриковичей (представителей династии Ивана Калиты на российском престоле).

## Биография
Её мать Ирина Годунова, выйдя замуж за Фёдора ещё в бытность его царевичем в 1575 году, очень долго не могла принести ему наследника, что делало её положение шатким (напомним, что двух «неплодных» жён его старшего брата царевича Ивана Ивановича грозный свёкор сослал в монастырь). После воцарения Федора в 1584 году положение Ирины, любимой жены, стало спокойней, однако окружение царя постоянно напоминало о бесплодности брака.
В 1585 году англичанин Джером Горсей по поручению Бориса прислал из Англии на Русь акушерку для помощи Ирине. «Еще 15 августа 1585 г. Борис прислал к Горсею своего конюшего с запиской, в которой настоятельно просил, чтобы доктор прибыл, „запасшись всем нужным“. Через Горсея Борис обратился к лучшим английским медикам за рекомендациями относительно царицы Ирины, указывая, что время своего замужества царица часто бывала беременна (в своих записках Горсей написал эти слова русскими буквами ради сохранения тайны), но каждый раз неудачно разрешалась от бремени. Горсей консультировался с лучшими врачами в Оксфорде, Кембридже и Лондоне. Королеве Елизавете агент Годунова объявил, что царица Ирина пять месяцев как беременна, и просил поспешить с исполнением её просьбы. В конце марта 1586 г. Горсей получил от Елизаветы письма к царю Федору и с началом навигации отплыл в Россию. При нём были королевский медик Роберт Якоби и повивальная бабка». Акушерка была задержана в Вологде. «Но дело получило преждевременную огласку и принесло много неприятностей Борису. Ему пришлось прибегнуть к хитрости, чтобы не допустить обсуждения щекотливого вопроса в Боярской думе. (…) Обращение к „иноверцам“ и „еретикам“ привело в неистовство противников Бориса, ревностно заботившихся о благочестии и не допускавших мысли о том, что „еретическая дохторица“ (повивальная бабка) может облегчить появление на свет православного царевича».
В 1587 году против Ирины возник боярский заговор. Во главе с Дионисием, митрополитом Московским и князем Шуйским заговорщики хотели потребовать от царя Фёдора, чтобы он разошёлся с женой, как с не произведшей до сих пор на свет наследника. Земцы явились во дворец и подали Федору прошение, «чтобы он, государь, чадородия ради второй брак принял, а первую свою царицу отпустил во иноческий чин». «Прошение равнозначно было соборному приговору: его подписали регент князь Иван Шуйский и другие члены Боярской думы, митрополит Дионисий, епископы и вожди посада — гости и торговые люди. Чины требовали пострижения Ирины Годуновой, а следовательно, и удаления Бориса. Выступление земщины носило внушительный характер». Но Фёдор решительно воспротивился. 13 (23) октября 1586 года митрополит Дионисий был лишен сана и сослан в Хутынский монастырь в Новгороде. Его «собеседника» крутицкого архиепископа Варлаама Пушкина заточили в новгородский Антониев монастырь, Василий Шуйский сослан в Буйгород.

### Рождение
Долгожданный ребёнок — Феодосия — родилась 29 мая (8 июня) 1592 года, за 6 лет  до смерти отца, на 17-м году брака.
Вот что пишет об этом «Новый летописец»:

О рождении царевны Феодосии Федоровны. В том же году родилась у государя благочестивая царевна Феодосия Федоровна, и была радость на Москве великая. Царь же Федор Иванович опальных, кои приговорены были к казни, заточены по темницам, всех государь пожаловал, из темниц велел освободить, и по многим монастырям давал многую милостыню, и послал в Еросалим и во всю Полестинскую землю по монастырям с милостью Михаила Агаркова с товарищами, со многой довольной милостынею. Они же были в Ерослиме и пришли к Москве с великой честью.

Во время её рождения среди народа ходили слухи, что на самом деле у Фёдора родился сын, но его подменил девочкой незнатных родителей Борис Годунов. Благодаря этому во время Смуты возникло много самозванцев, выдававших себя за сына царя Фёдора — например, Лжепётр — Илейко Муромец.

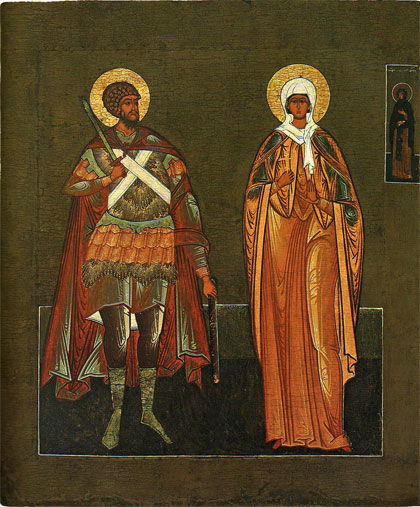
Феодор Стратилат и святая великомученица Ирина. На полях — преподобномученица Феодосия. 1592—1594

Девочка получила имя «Феодосия» — то есть «Богом данная». Небесной покровительницей её была дева преподобномученица Феодосия Константинопольская, день памяти которой приходится как раз на 29 мая. После её рождения на иконах Фёдора Стратилата и великомученицы Ирины — покровителей её родителей, распространённых в это время, включали дополнительно к упоминаемым святым, образ преподобномученицы Феодосии Константинопольской, который обычно писался на полях.
Другим покровителем её стал святой Николай, так как она родилась через 20 дней после празднования перенесения мощей святителя Николая из Мир Ликийских в Бар (9/22 мая). «Таким образом, святитель Николай считался одним из небесных покровителей царевны, что подтверждает и хранящаяся в Сергиево-Посадском музее-заповеднике икона Николы с Ветхозаветной Троицей и избранными святыми на полях, написанная в 1592 году в честь рождения царской дочери».
Известно, что 14 июня 1592 года состоялся крестный обед царевны Феодосии, где всем званым к столу указано было сидеть «без мест» (и дворянин Фёдор Иванович Шереметев «сидел в скамье» вместе с четырьмя Годуновыми, родственниками правителя, и со своим будущим тестем, Борисом Черкасским).

#### Вклады

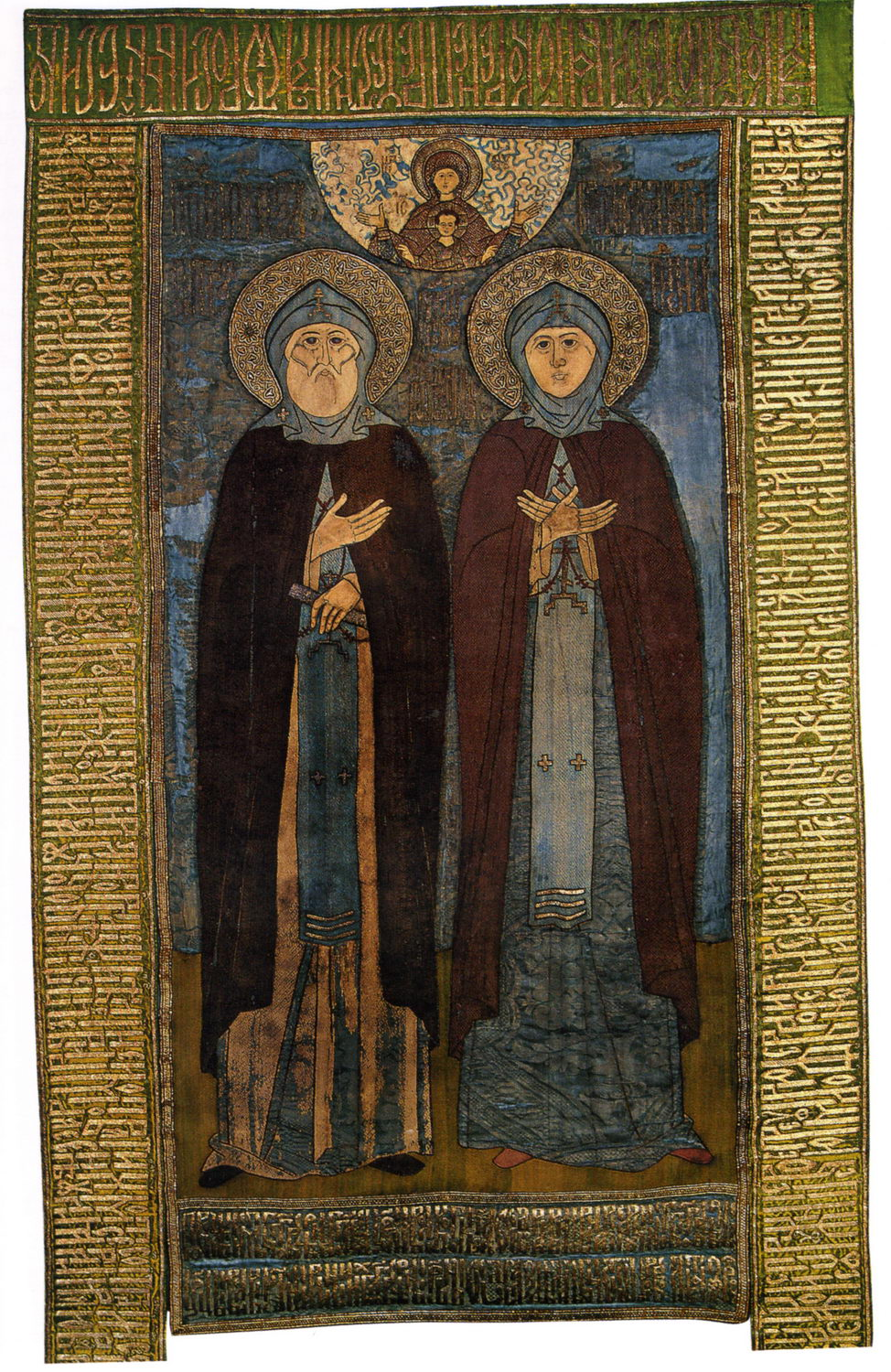
Покров с изображением Петра и Февронии

После рождения ребёнка царская чета разослала крайне более щедрые подарки в честь «разрешения неплодства царицы» — адресатами этих «милостыней» стали не только российские монастыри и церкви, но и православные монастыри Палестины. Царь сделал щедрые «поминки» золотом и соболями православным патриархам, оделил золотом сорок шесть церквей Царьграда и послал щедрую милостыню на Афон, дабы старцы «молили Бога и Пресвятую Богородицу, заступницу христиан и всех святых, угодивших Богу, о здравии его и Царицы и богодарованной дочери, дабы и впредь даровал Бог им чадородие».
Муромский историко-художественный музей располагает покровом 1593 года с мощей святых Петра и Февронии Муромских, вложенный царем и царицей из муромского кафедрального собора Рождества Богородицы. В «летописи вклада» этого покрова упоминается родившаяся во время изготовления покрова и вскоре умершая царевна Феодосия (в связи с этим упоминанием существует новая датировка покрова — 1593 г., а не 1594 г., как считали прежде).
Единственный из колоколов Троице-Сергиевой Лавры, не уничтоженных зимой 1929—1930 годов — колокол по имени «Лебедь» (весом 10,2 тонны) также связан с именем Феодосии. Это один из старейших колоколов России, его создал тот же знаменитый «пушечный литец» Андрей Чохов, который в 1586 году создал Царь-пушку. Предполагают, что он был отлит ещё при жизни царевны, но внесен в монастырь уже после её кончины.
Надпись на теле «Лебедя» гласит:

«Лета 7102 (1594) при державе благовернаго Великого Государя Царя и Великого Князя Феодора Ивановича, всея Руси Самодержца, и при Его благоверной Царице и Великой Княгине Ирине, и при Их Богом дарованной дщери царевне Феодосии сей колокол в дом святые и живоначальные Троицы и преподобнаго и богоноснаго отца нашего великаго чюдотворца Сергия велел слить слуга и конюшей боярин Борис Федорович Годунов с своею женою Мариею и с сыном своим Феодором. А весу в сем колоколе 625 пуд».

### Смерть
Согласно тому же «Летописцу», умерла Феодосия в том же году:

О преставлении царевны Феодосии. В том же году преставилась благочестивая царевна Феодосия Федоровна, единочадная царя Федора Ивановича дщерь, и погребена в Вознесенском девичьем монастыре, в церкви Вознесения Господа нашего Иисуса Христа с прежними благочестивыми царицами и с княгинями великими. Царь же Федор Иванович печален был многое время, и плач был на Москве великий, и повелел государь по монастырям и по храмам и нищим давать милостыню. В Вознесенский монастырь повелел государь дать вотчину в Масальском уезде село Гертен.

Однако есть другие сведения, согласно которым Феодосия скончалась 25 января (4 февраля) 1594 года, в частности, на это указывает и дата на колоколе «Лебедь».
Её смерть не только расстроила родителей, но и осложнила положение Бориса Годунова, брата царицы, при Федоре.

«Ныне у нас время сетовальное, — говорил Годунов иностранному гонцу, — у Великого Государя нашего, Царя, и у Государыни Царицы была дочь Царевна Феодосия и ея, судом Божиим, не стало, а мне она была Государыня и племянница. И мне в такое время не до послов, яз в нынешнее время не могу на свет зреть».

Это, впрочем, не помешало винить Бориса Годунова в смерти и этого ребёнка — вслед за Дмитрием Углицким и самим Фёдором Иоанновичем. В частности, «Дневник Марины Мнишек» пересказывает речь пана Малогощского, которая гласит: «Было такое известие и в государствах короля его милости, государя нашего, что по великом государе вашем Иване Васильевиче остался сын Дмитрий в детских летах, и удел ему был дан в Угличе. Был и такой потом слух, что его Борис хотел сжить с этого света, о чём люди и народ наш христианский в те времена печалились. Потом тот человек, которого вы зовете ложным Дмитрием, объявившись в Польше, привел много правдоподобных доводов и знаки на теле показывал, что он есть настоящий Дмитрий Иванович. А Господь Бог его чудесно от тиранства Бориса сохранил, Борис же с помощью уловок и ухищрений был причиной смерти великого государя своего Федора Ивановича и ребёнка его, которого имел с женою своею — с сестрой того же Бориса».
Была погребена в Вознесенском монастыре в Московском Кремле, после его разрушения большевиками останки, вместе с прочими были перенесены подземную палату южной пристройки Архангельского собора, где находятся и сейчас.
Надпись на надгробии гласит:

«Лета 7102 месяца генваря 25 день преставися раба Божия благоверная царевна Феодосия».

## Комментарии
1. ↑  «В Боярской думе зачитали грамоту Елизаветы к царице, смысл которой был искажен московским толмачом до неузнаваемости. Так, Елизавета сообщала Ирине, что посылает к ней, „как у нас было просимо, искусную и опытную повивальную бабку“, а также своего лейб-медика, который „будет руководить действиями повивальной бабки и, наверное, принесет пользу Вашему здоровью“. Королева, значилось в переводе, направляет царице доктора, который „своим разумом в дохторстве лучше и иных баб“. Правитель публично выразил гнев по поводу действий Горсея, назвал его „шутом и рабом, обманувшим королеву“, и даже потребовал его головы».
2. ↑  Так как скончалась она в январе указанного на колоколе года, а во  Вкладной книге обители среди записей о вкладах Годунова отмечено: "7103 (1594) году декабря в 6 день дал вкладу колокол большой благовестник, весу в нем 625 пуд".